# Swietacz (obwód brzeski)
Swietacz (biał. Светач; ros. Светоч) – wieś w centralnej części Białorusi, w obwodzie brzeskim, w rejonie bereskim, w sielsowiecie Bereza. Do 1964 miejscowość nosiła nazwę Horecz (biał. Горач).
W dwudziestoleciu międzywojennym Horecz leżał w Polsce, w województwie poleskim, w powiecie prużańskim.